# Franco Pacini
(Franco Pacini, Sezze 16 febbraio 2009, Auditorium Costa)
Franco Pacini (Firenze, 10 maggio 1939 – Firenze, 26 gennaio 2012) è stato un astrofisico italiano.

## Biografia
Nato a Firenze nel 1939, ha vissuto gli anni della gioventù ad Urbino dove ha svolto gli studi secondari al Liceo Classico Raffaello; si è successivamente trasferito a Roma, dove nel 1964 si è laureato in fisica presso l'Università "La Sapienza".
Dal 1966 al 1973 è stato research associate e poi visiting professor alla Cornell University di Ithaca (New York). In concomitanza, dal 1967 al 1975 ha lavorato come ricercatore all'Istituto di Astrofisica spaziale del CNR presso Frascati e a partire dal 1975 fino al 1978 ha ricoperto le funzioni di responsabile della divisione scientifica dell'European Southern Observatory.
Dal 1978 è stato professore ordinario presso l'Università degli Studi di Firenze, e direttore dell'Osservatorio astrofisico di Arcetri dal 1978 al 2001.

## Attività scientifica
Si è occupato di astrofisica teorica e di astrofisica delle alte energie, con particolare attenzione a: supernovae e loro resti; stelle di neutroni e pulsar; nuclei galattici attivi; astronomia a raggi X e gamma.
Nel 1967 ha portato un fondamentale contributo all'astrofisica, prevedendo i fenomeni associati all'intenso campo magnetico di una stella di neutroni rapidamente rotante. Questa previsione fu confermata l'anno seguente con la scoperta delle prime pulsar, ad opera di astronomi inglesi. È stata poi confermata un'altra sua ipotesi (avanzata insieme all'astrofisico Martin Harwit) secondo la quale le galassie ultraluminose nella banda infrarossa sono la conseguenza di un intenso episodio di formazione stellare.
Come direttore dell'Osservatorio astrofisico di Arcetri, ha partecipato a vari progetti di collaborazione internazionale. Uno di questi ha portato alla costruzione del Large Binocular Telescope (LBT), il più grande telescopio ottico su singola montatura mai realizzato; inaugurato in Arizona, all'osservatorio internazionale del monte Graham, il 15 ottobre 2004, è stato realizzato da Italia (con una quota pari al 25% delle spese complessive di studio e realizzazione), Stati Uniti e Germania.

## Attività didattica e divulgativa
Ha tenuto a Firenze corsi universitari di Astronomia, Astrofisica, Astrofisica delle Alte Energie, Cosmologia, Istituzioni di Astrofisica.
Si è dedicato nella diffusione della cultura scientifica nelle scuole e nella società italiana, attraverso conferenze, lezioni, articoli su giornali e riviste, radio e TV. È stato coautore di libri di divulgazione astronomica per bambini che sono stati tradotti anche nelle lingue cinese e arabo.
Come Presidente dell'IAU, alla sua XXV Assemblea Generale a Sydney nel 2003, propose di designare il 2009 come Anno internazionale dell'astronomia (IYA2009)..
Negli ultimi dieci anni della sua vita si è dedicato alla didattica e alla comunicazione dell'astronomia seguendo numerosi progetti spesso dedicati a bambini della scuola primaria e scrivendo quattro libri per bambini (coautrice Lara Albanese) dedicati al cielo stellato. È stato coordinatore italiano del progetto europeo EU UNAWE (www.unawe.org). Ha sviluppato anche lo studio di fattibilità per costruire un “Museo dell'Universo” nella Torre del Gallo a Firenze.

## Onorificenze
- Membro dell'Unione Astronomica Internazionale[6], dove ha ricoperto varie cariche fra le quali quella di Presidente (dal 2000 al 2003).
- Socio Nazionale dell'Accademia nazionale dei Lincei.
- Premio Borgia dell'Accademia Nazionale dei Lincei.
- Premio della Presidenza del Consiglio per la Scienza (1997).
- Membro onorario della Royal Astronomical Society.
- Premio Lacchini (1999)[7].
- Commendatore dell'Ordine al Merito della Repubblica Italiana (2001).
- Cittadino onorario di Urbino (2002).
- premio Fiorino d'Oro della Città di Firenze (2002).
- In suo onore è stato battezzato l'asteroide 25601 Francopacini.